# Rivalidad futbolística entre Escocia e Inglaterra
| Escocia | Inglaterra |

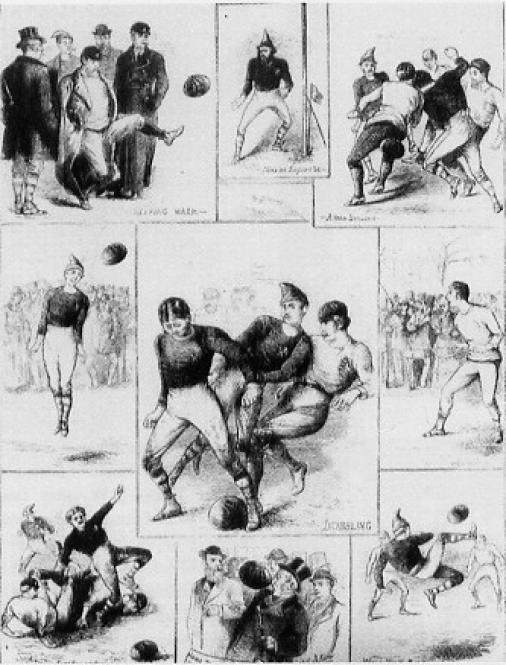
Escenas del primer encuentro oficial entre selecciones: 0 - 0 (30 de noviembre de 1872).

La rivalidad futbolística entre Escocia e Inglaterra es una de las más importantes a nivel deportivo entre ambas naciones del Reino Unido. Además, es la más antigua en el ámbito futbolístico mundial: el primer encuentro entre ambos se jugó el 30 de noviembre de 1872 en Hamilton Crescent, Glasgow.
Tanto la proximidad geográfica entre ambos países como algunos hechos ocurridos a lo largo de la historia provocan una gran rivalidad entre sí que se refleja por lo general en diversas competiciones deportivas. El nacionalismo escocés también ha provocado este deseo de vencer a los ingleses, al que los medios escoceses se refieren como Auld Enemy ('enemigo de antaño' o 'viejo enemigo').
Esta rivalidad ha disminuido desde fines de la década de 1970, en especial luego de la suspensión definitiva del British Home Championship en 1984 y de la Copa Rous en 1989. Paralelamente, Inglaterra desarrolló nuevas rivalidades ante los equipos de Alemania y Argentina, que a la larga fueron restando importancia a la centenaria rivalidad.  Sin embargo, cuando se enfrentan ambas naciones se genera gran cantidad de atención entre los medios de prensa de ambos países.
Hasta febrero de 2024, ambos equipos se han enfrentado en 116 ocasiones. De ellas, Inglaterra ganó 49; Escocia, 41; y se han producido 26 empates.

## Estadísticas
- Actualizado al 19 de febrero de 2024.[7]

| Competición          | PJ  | G. ING | E  | G. ESC | Gol ING | Gol ESC |
| -------------------- | --- | ------ | -- | ------ | ------- | ------- |
| Eurocopa             | 6   | 2      | 2  | 2      | 7       | 5       |
| Mundial              | 4   | 3      | 1  | 0      | 10      | 4       |
| Campeonato Británico | 84  | 35     | 19 | 30     | 145     | 116     |
| Copa Rous            | 5   | 3      | 1  | 1      | 5       | 2       |
| Amistosos            | 17  | 6      | 3  | 8      | 39      | 48      |
| Resumen              | 116 | 49     | 26 | 41     | 206     | 175     |

| PJ: Partidos jugados.         |
| G. ING: Ganador Inglaterra.   |
| E: Empate.                    |
| G. ESC: Ganador Escocia.      |
| Gol ING: Goles de Inglaterra. |
| Gol ESC: Goles de Escocia.    |